# Coteccons
Coteccons (Tên đầy đủ: Công ty Cổ phần Xây dựng Coteccons) - Mã chứng khoán HOSE: CTD - là công ty xây dựng được thành lập ngày 24/08/2004 từ quá trình cổ phần hóa một công ty thành viên thuộc Tổng công ty Fico. Từ số vốn điều lệ ban đầu chỉ 15,2 tỷ đồng, sau hơn 5 năm, khi Coteccons niêm yết trên thị trường chứng khoán Việt Nam (đầu năm 2010), vốn điều lệ đã tăng lên tới 307,5 tỷ đồng, tức gấp 20 lần. Hiện tại, sau nhiều đợt tăng vốn, vốn điều lệ của Coteccons đã đạt 1,036 tỷ đồng.
Coteccons là Tổng thầu thi công công trình Landmark 81 - Công trình cao nhất Đông Nam Á và cao thứ 14 trên Thế giới.

## Quá trình hoạt động
- 2004: Chuyển đổi mô hình hoạt động thành Công ty Cổ phần Xây dựng (Cotec) theo quyết định số 1242/QĐ-BXD ngày 30/7/2004 của Bộ trưởng Bộ Xây dựng
- 2006: Hợp tác xây dựng nhiều dự án lớn: Trường Đại học RMIT, The Manor, Grand View [4]
- 2007: Thu hút đầu tư từ các quỹ lớn: Dragon Capital, Indochina Capital, Tainan Spinning. Tăng vốn điều lệ lên 120 tỷ đồng.[4]
- 2008: Chinh phục thị trường bất động sản cao cấp với các dự án tiêu biểu: Hồ Tràm Sanctuary, River Garden, The Centre Point...
- 2009: Ngày 10/5/2009 khởi công xây dựng trụ sở cao ốc văn phòng Coteccons do Coteccons làm chủ đầu tư 100% vốn.
- 2010: Ngày 20/01/2010 mở ra một trang mới trong lịch sử hoạt động với việc niêm yết và giao dịch cổ phiếu Coteccons (mã CTD) tại sàn giao dịch chứng khoán TP. Hồ Chí Minh (HOSE).
- 2011: Ngày 08/9/2011 ký hợp đồng tổng thầu dự án khu phức hợp Casino - The Grand Hồ Tràm có quy mô lớn và hiện đại nhất khu vực do Asian Coast Development Ltd. (ACDL) làm chủ đầu tư.[5]
- 2012: Ký kết hợp đồng hợp tác chiến lược với Kustocem Pte. Ltd. (Singapore) phát hành 10.430.000 cổ phiếu (tương đương 25 triệu USD).[1]
- 2013: Nâng tỷ lệ sở hữu cổ phần của Coteccons tại Unicons lên 51,24% và chính thức hoạt động theo mô hình tập đoàn.
- 2014: Bước đầu thành công trong mô hình Design & Build (D&B). Nhiều hợp đồng D&B được ký kết với các chủ đầu tư lớn: Masteri Thảo Điền, Regina...[6]
- 2015: Triển khai nhiều hợp đồng D&B lớn, năm đánh dấu mức tăng trưởng về doanh thu và lợi nhuận cao kỷ lục.
- 2016: Thi công dự án Landmark 81, một trong những tòa nhà cao nhất thế giới.[cần dẫn nguồn]
- 2017: Tháng 8/2017, Coteccons khởi công dự án Casino Nam Hội An với tổng giá trị gần 7.000 tỷ đồng.[cần dẫn nguồn]

## Lĩnh vực hoạt động chính[7]
- Xây dựng, lắp đặt các công trình dân dụng và công nghiệp; Công trình kỹ thuật hạ tầng đô thị và khu công nghiệp; Công trình giao thông; Công trình thủy lợi.
- Hoạt động kiến trúc và tư vấn kỹ thuật có liên quan: Thiết kế tổng mặt bằng xây dựng công trình; Thiết kế kiến trúc công trình dân dụng và công nghiệp; Thiết kế nội ngoại thất công trình; Thiết kế cấp nhiệt, thông hơi, thông gió, điều hòa không khí, công trình dân dụng và công nghiệp; Thiết kế phần cơ điện công trình; Thiết kế xây dựng công trình dân dụng – công nghiệp; Thiết kế xây dựng hạ tầng kỹ thuật đô thị.
- Xây dựng công trình cấp thoát nước, xử lý môi trường.
- Kinh doanh, môi giới, tư vấn bất động sản, quyền sử dụng đất thuộc chủ sở hữu.
- Lắp đặt hệ thống cơ – điện – lạnh.
- Chuyên kinh doanh xuất khẩu, nhập khẩu, quyền xuất khẩu, quyền nhập khẩu: sắt, thép, kết cấu xây dựng, vật liệu, thiết bị lắp đặt khác trong xây dựng, vật tư – máy móc – thiết bị – phụ tùng thay thế, dây chuyền công nghệ ngành xây dựng và sản xuất vật liệu xây dựng; máy móc thiết bị xây dựng.

## Hoạt động xã hội[8]
- Tài trợ học bổng cho học sinh, sinh viên nghèo hiếu học.
- Tài trợ tiền chữa bệnh cho bệnh nhân nghèo
- Xây dựng nhà tình thương cho gia đình chính sách.
- Ủng hộ đồng bào các vùng bị thiên tai bão lụt.

## Thành tựu[9]
- Đơn vị thi đua xuất sắc ngành xây dựng
- Bằng khen của UBND thành phố vì có thành tích xuất sắc trong công tác ATLĐ
- Chứng nhận 500 doanh nghiệp lớn nhất VN [10]
- Cúp vàng chất lượng xây dựng Việt Nam
- Top 50 doanh nghiệp kinh doanh hiệu quả nhất Việt Nam [11]
- Top 50 Công ty niêm yết tốt nhất Việt Nam [12]
- Một trong 100 doanh nghiệp đóng thuế nhiều nhất Việt Nam [13]
- Top 10 Công ty có báo cáo thường niên tốt nhất.[14]